# 中甸蹄盖蕨
中甸蹄盖蕨（学名：Athyrium chungtienense）为蹄盖蕨科蹄盖蕨属下的一个种。

## 扩展阅读
- 維基物種上的相關：中甸蹄盖蕨